# Ungnyeo
Ungnyeo (웅녀?, 熊女?; lett. "donna orso") è un personaggio che appare nel mito della creazione di Gojoseon, un antico Stato coreano. Originariamente un'orsa, venne trasformata in donna dal dio Hwanung e diede alla luce Dangun, il leggendario progenitore della stirpe coreana.

## Mito
La storia di Ungnyeo fa parte di un mito più ampio contenuto nel capitolo Gii (Registri delle meraviglie) del Samguk yusa. Una tigre e un'orsa vivevano insieme in una grotta e pregavano il divino re Hwanung (il Figlio del Cielo e figlio di Hwanin) affinché li trasformasse in esseri umani.  Hwanung ascoltò le loro preghiere e diede a ciascuno 20 spicchi d'aglio e un fascio di artemisia, ordinando di rimanere al riparo nella caverna, nutrendosi solo di quel poco cibo per 100 giorni. A causa della fame, la tigre lasciò la grotta dopo una ventina di giorni, ma l'orsa rimase all'interno. Allo scoccare del 21º giorno fu trasformata in una donna, che divenne nota come Ungnyeo, la donna orso. Ella iniziò a pregare sotto una betulla sacra di poter dare alla luce un bambino, ma, siccome non aveva un marito, Hwanung decise di prenderla in moglie e assunse le sembianze di un uomo. Subito dopo, Ungnyeo diede alla luce un figlio maschio, Dangun, che avrebbe fondato Gojoseon divenendo il progenitore della stirpe coreana.

## Interpretazione e simbolismi
Il mito appartiene alla categoria cheonbujimo, in cui vengono generalmente narrate le unioni tra un padre del cielo e una madre della terra. Sembrerebbe essere una metafora della conquista, da parte di un gruppo etnico invasore, dedito all'agricoltura e all'adorazione del Sole (Hwanung), di una tribù indigena che venerava il totem di un orso (Ungnyeo).
Ungnyeo potrebbe anche essere la proiezione di una dea della terra legata all'agricoltura, oppure una mudang (sciamana) che comunica con il mondo divino grazie a un rito compiuto sotto l'albero sacro. Infatti l'orso è considerato una divinità femminile poiché nella cultura contadina simboleggia l'utero che produce il raccolto. L'animale stesso ha implicazioni religiose e si presume che la parola coreana per "orso", gom (곰?), sia imparentata con Kam e Gam, che nella Siberia nordorientale identificano uno sciamano, così come con Kam e Kamuy che indicavano un dio nell'antica Turchia, in Mongolia, Silla, Giappone e presso il popolo Ainu.
Secondo Kang Young-koung, la storia di Ungnyeo ha sfumature patriarcali, poiché racconta di un'orsa che ubbidisce passivamente ai dettami di controparti più forti di lei, e Shin Eun-hui la identifica come epitome della donna coreana, docile e paziente.